# Багаев, Геннадий Никанорович
Генна́дий Никано́рович Бага́ев (16 февраля 1928, Верхнее Крупино, Мари-Турекский кантон, Марийская автономная область, РСФСР, СССР — 28 января 1978, Большой Карлыган, Мари-Турекский район, Марийская АССР, РСФСР, СССР) — советский государственный и хозяйственный деятель. Основатель и директор совхоза «Восход» д. Большой Карлыган Мари-Турекского района Марийской АССР (1963—1978). Заслуженный ветеринарный врач Марийской АССР (1967). Депутат Верховного Совета СССР VIII созыва (1970—1974), делегат XXIII съезда КПСС (1966). Кавалер ордена Ленина (1971).

## Биография
Родился 16 февраля 1928 года в д. Верхнее Крупино ныне Мари-Турекского района Марий Эл в крестьянской семье. 
В 1952 году окончил Казанский ветеринарный институт. В 1953—1958 годах — главный ветеринарный врач Хлебниковского района Марийской АССР.
В 1963—1978 годах — основатель и директор совхоза «Восход» д. Большой Карлыган Мари-Турекского района Марийской АССР. Вывел хозяйство в число передовых в республике: надои молока выросли в 3 раза, урожайность зерновых — в 5 раз, продажа мяса — в 6 раз! Построил крупнейший в республике свинокомплекс, где интенсивно развивалась и социальная сфера. При нём в центральной усадьбе были построены двухэтажные каменные дома, дом культуры на 330 мест, средняя школа на 640 мест, ясли-сад на 90 мест, ремонтная мастерская, гараж, дом быта, баня.
В 1970—1974 годах избирался депутатом Верховного Совета СССР VIII созыва и депутатом Верховного Совета Марийской АССР. Делегат XXIII съезда КПСС (1966).
За вклад в развитие сельского хозяйства награждён орденами Ленина, Трудового Красного Знамени и медалями. В 1967 году ему присвоено почётное звание «Заслуженный ветеринарный врач Марийской АССР».
Ушёл из жизни 28 января 1978 года в д. Большой Карлыган Мари-Турекского района Марийской АССР.

## Трудовые звания и награды
- Заслуженный ветеринарный врач Марийской АССР (1967)[2][3]
- Орден Ленина (1971)[2][3]
- Орден Трудового Красного Знамени (1965)[2][3]
- Юбилейная медаль «За доблестный труд. В ознаменование 100-летия со дня рождения Владимира Ильича Ленина» (1970)

## Память
- В июле 2020 года на здании совхоза «Восход» д. Большой Карлыган Мари-Турекского района Марийской АССР в память об основателе и первом директоре Г. Н. Багаеве была открыта мемориальная доска[7].
- 17—18 февраля 2022 года в п. Мари-Турек Марий Эл состоялась муниципальная просветительская конференция «Легенды Мари-Турекского района», одним из героев исследовательских материалов участников которой стал первый директор совхоза «Восход» д. Большой Карлыган Мари-Турекского района, заслуженный ветеринарный врач Марийской АССР Г. Н. Багаев[8].